# Маковський Василь
Василь Маковський (вересень 1872, Бережани — після 1944) — український галицький правник, громадський діяч, урядник ЗУНР. Заступник повітового комісара в Перемишлянах у часи ЗУНР. Доктор права.

## Життєпис
Народився у вересні 1872 року в м. Бережанах (нині Тернопільська область, Україна).
Навчався в гімназіях (Бережани, Львів), Львівській духовній семінарії. Право і торгову справу вивчав у Відні й Римі.
У 1895—1914, 1920—1930-х роках працював у Бучачі. До першої світової — директор товариства «Праця», діяльний в українських товариствах «Просвіта», «Сокіл» (член Старшини). Після воєн — нотаріяльний субститут (заступник нотаріуса).
Влітку 1914-го відпочивав в Одесі. З величезними труднощами через нейтральну Румунію повернувся додому перед початком війни. Під час першої світової — в'язень цюпи «Діброва» у Станиславові (перед триманням у цюпі в нього відібрали золотий годинник, гроші, документи, валізу з речами, носову хустинку), концтабору «Талергоф».
Про його звільнення клопотав митрополит УГКЦ Андрей Шептицький, 12 листопада 1914 року Василь Маковський вийшов на волю.
Від 1933 року — війт містечка Печеніжина.
1944 року заарештований НКВД, подальша доля невідома.
Автор книги «Талєргоф. Спогади і документи» (Львів, 1934).